# اندرس اندرسون (تیرانداز ورزشی)
اندرس اندرسون (انگلیسی: Anders Andersson; ۲ نوامبر ۱۸۷۵ – ۶ مارس ۱۹۴۵) ورزشکار ورزش تیراندازی اهل سوئد بود.
وی در مسابقات کشوری و بین‌المللی در مجموع برندهٔ ۱ مدال نقره شده‌است.